# Паласиос, Матиас
Матиас Дамиан Паласиос (исп. Matías Damián Palacios; родился 10 мая 2002) — аргентинский футболист, полузащитник клуба «Аль-Айн».

## Клубная карьера
Воспитанник клуба «Сан-Лоренсо де Альмагро». За основной состав дебютировал 22 сентября 2018 года в возрасте 16 лет в матче чемпионате Аргентины против клуба «Патронато» на стадионе «Нуэво Гасометро», став самым юным игроком в истории «Сан-Лоренсо», сыгравшим в чемпионате Аргентины.
В феврале 2021 года перешёл в швейцарский клуб «Базель», подписав контракт до 2025 года.

## Карьера в сборной
В 2017 году в составе сборной Аргентины до 15 лет Матиас принял участие в чемпионате Южной Америки, в котором его сборная одержала победу, обыграв в финальном матче бразильцев (Паласиос забил гол в финале). В 2018 году в составе сборной Аргентины до 20 лет выиграл Международный футбольный турнир в Алькудии.

## Достижения
Аргентина (до 15 лет)
- Победитель чемпионата Южной Америки (до 15 лет): 2017

Аргентина (до 17 лет)
- Победитель чемпионата Южной Америки (до 17 лет): 2019

Аргентина (до 20 лет)
- Победитель Турнира в Алькудии: 2018